# Scopula inustata
Scopula inustata là một loài bướm đêm trong họ Geometridae.